# Seznam pařížských biskupů a arcibiskupů
Seznam římskokatolických sídelních biskupů a arcibiskupů od založení diecéze pařížské (asi 250) po současnost.

## Sídelní biskupové
- okolo 250: sv. Diviš
- ???-???: Mallon (Mallo)
- ???-???: Masse (Maxe)
- ???-???: Marcus (Marc)
- ???-???: Adventus (Aventus)
- okolo 346: Victorinus
- okolo 360: Paulus (Paul)
- ?–417?: Prudentius
- ?–436?: Marcel z Paříže
- ???-???: Vivianus (Vivien)
- ???-???: Felix
- ???-???: Flavianus (Flavien)
- ???-???: Ursicianus (Ursicin)
- ???-???: Apedinus (Apédine)
- ???-???: Heraclius (Héracle)
- ???-???: Probatius
- 533–545: Amelius
- 545–552: Saffarace
- okolo 550: Eusebius I.
- 550–576: Germanus
- 576–591: Ragnemod
- okolo 592: Eusebius II.
- ???-???: Faramonde
- okolo 601: Simplicius
- 614–625: Céraune (614–625)
- ???-???: Gendulf
- 625–626: Leudébert
- 644–650: Audebert (Aubert)
- 650–656: Landerik
- 656–663: Chrodobertus
- ???-???: Sigebrand († 664)
- ???–666: Importunus
- 666–680: Agilbert (Egilbert)
- 690–692: Sigefroi
- 693–698: Turnoald
- ???-???: Adulphe
- ???-???: Bernechaire († 722)
- 720–730: Hugo ze Champagne
- ???-???: Agilbert
- ???-???: Merseidus
- ???-???: Fédole
- ???-???: Ragnecapt
- ???-???: Radbert
- ???-???: Madalbert (Maubert)
- 757 -asi 775: Déofroi
- 775 -asi 795: Erchanrade I.
- ???-???: Ermanfroi (809?)
- 811–831: Inchad
- 831/2–857: Erchanrad II.
- 858–870: Aeneas
- 871–883: Ingelvin
- 884–886: Gauzlin (Rorgoniden)
- 886–911: Anscharic
- 911–922: Theodulphe
- 922–926: Fulrade
- 927 – asi 935: Adelhelme
- 937–941: Walter I.
- ???-???: Constantius
- 950–977: Albert z Flander
- ???-???: Garin
- 979–980: Rainald I.
- 984–989: Lisiard
- 991–992: Gislebert
- 991–1017: Renaud z Vendôme
- 1017–1020?: Azelin
- 1020–1030: Francon
- 1030–1060: Humbert
- 1061–1095: Gottfried z Boulogne
- ???–1102: Vilém I. z Montfort
- 1102–1104: Fulko
- 1104–1116: Galon
- 1116–1123: Gilbert
- 1123–1141: Stephan ze Senlis
- okolo 1143–1157: Theobald
- 1157–1159: Philipp
- 1159–1160: Petrus Lombardus
- 1160–1196: Maurice de Sully
- 1196–1208: Eudes de Sully

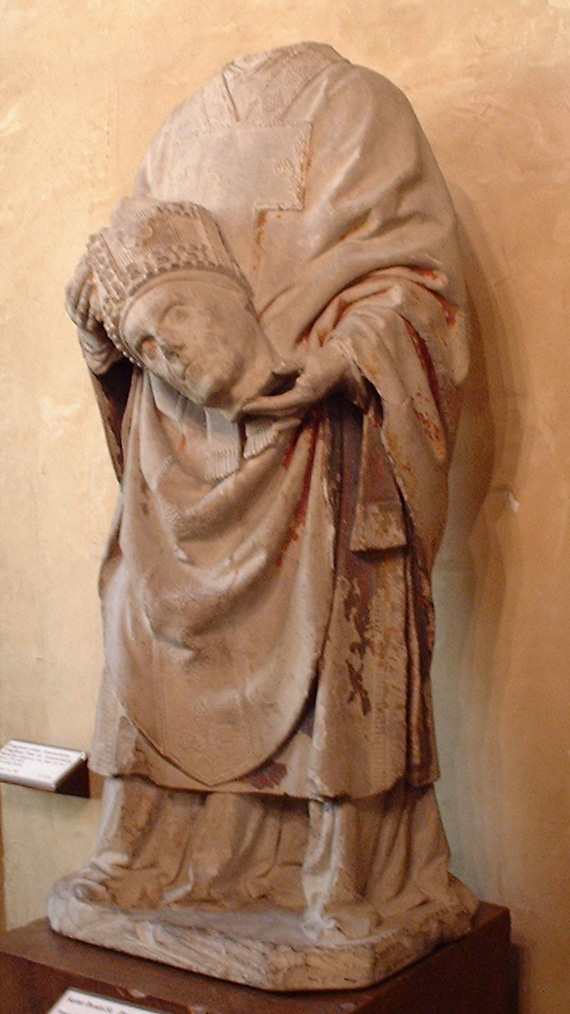
Svatý Diviš, první biskup Paříže.

- 1208–1219: Pierre II. de La Chapelle
- 1220–1223: Vilém II.
- 1224–1227: Barthélemy
- 1228–1249: Vilém z Auvergne
- 1249–1249: Walter II. de Château-Thierry
- 1250–1268: Renaud III. Mignon de Corbeil
- 1268–1279: Etienne II. Templier (Tempier)
- 1280–1280: Jean de Allodio
- 1280–1288: Renaud IV. de Hombliéres
- okolo 1289: Adenolfus de Anagnia
- 1290–1304: Simon Matifort
- 1304–1319: Vilém z Baufet
- 1319–1325: Etienne III. de Bouret
- 1325–1332: Hugues II. Michel
- 1332–1342: Guillaume V. de Chanac
- 1342–1349: Foulques II. de Chanac
- 1349–1350: Audoin-Aubert
- 1350–1352: Pierre III. de Lafôret
- 1353–1363: Jean I. de Meulent
- 1362–1373: Etienne IV. de Poissy
- 1373–1384: Aimery de Magnac
- 1384–1409: Pierre IV. d'Orgemont
- 1409–1420: Gérard de Montaigu
- 1420–1421: Jean Courtecuisse
- 1421–1422: Jean III. de La Rochetaillée
- 1423–1426: Jean IV. de Nant
- 1427–1438: Jacques du Chastelier (Châtelier)
- 1439–1447: Denis du Moulin
- 1447–1472: Guillaume Chartier
- 1473–1492: Louis de Beaumont de la Forêt
- 1492–1492: Gérard Gobaille
- 1492–1502: Jean-Simon de Champigny
- 1503–1519: Étienne de Poncher
- 1519–1532: François de Poncher
- 1532–1551: Jean du Bellay
- 1551–1560: Eustache du Bellay
- 1564–1568: Guillaume Viole
- 1569–1588: Pierre de Gondi
- 1598–1622: Henri de Gondi

## Sídelní arcibiskupové
1. 1622–1654: Jean-François de Gondi
2. 1654–1662: Jean-François Paul de Gondi
3. 1662: Pierre de Marca
4. 1664–1672: Paul-Philippe Hardouin de Péréfixe de Beaumont
5. 1671–1695: François Harlay de Champvallon
6. 1695–1729: Louis-Antoine de Noailles
7. 1729–1746: Charles-Gaspard-Guillaume de Vintimille du Luc
8. 1746: Jacques Bonne-Gigault de Bellefonds
9. 1746–1781: Christophe de Beaumont
10. 1781–1802: Antoine-Éléonor-Léon Leclerc de Juigné
1791-1793: Jean-Baptiste Gobel (ústavní biskup)
1798-1801: Jean-Baptiste Royer (ústavní biskup)
11. 1802–1808: Jean-Baptiste de Belloy
12. 1810-1814: Jean-Sifrein Maury
13. 1817–1821: Alexandre-Angélique de Talleyrand-Périgord
14. 1821–1839: Hyacinthe-Louis de Quélen
15. 1840–1848: Denys Affre
16. 1848–1857: Marie Dominique Auguste Sibour
17. 1857–1862: François-Nicolas-Madeleine Morlot
18. 1863–1871: Georges Darboy
19. 1871–1886: Joseph Hippolyte Guibert
20. 1886–1908: François-Marie-Benjamin Richard
21. 1908–1920: Léon-Adolphe Amette
22. 1920–1929: Louis-Ernest Dubois
23. 1929–1940: Jean Verdier
24. 1940–1949: Emmanuel Suhard
25. 1949–1966: Maurice Feltin
26. 1966–1968: Pierre Veuillot
27. 1968–1981: François Marty
28. 1981–2005: Jean-Marie Lustiger
29. 2005–2017: André Vingt-Trois
30. 2017–2021: Michel Aupetit
31. od 2022: Laurent Ulrich